# 裴延儁
裴 延儁（はい えんしゅん、生年不詳 - 528年）は、北魏の官僚。字は平子。本貫は河東郡聞喜県。

## 経歴
裴崧の子として生まれた。幼くして生母と父を失い、継母に孝事して知られた。古典籍を渉猟して、すこぶる文才があった。秀才に挙げられ、射策科に及第すると、著作佐郎に任じられた。尚書儀曹郎となり、殿中郎・太子洗馬に転じ、本邑中正と太子友を兼ねた。496年（太和20年）、皇太子元恂が廃位されると、延儁は東宮官として責任を問われて免官された。ほどなく太尉掾に任じられ、太子中舎人を兼ねた。
宣武帝の初年、散騎侍郎となった。まもなく雍州平西府長史に任じられ、建威将軍の号を加えられた。入朝して中書侍郎となった。このころ宣武帝は仏教に凝って、儒教の古典を顧みなかったため、延儁は上疏して帝を諫めた。後に司州別駕に任じられ、鎮遠将軍の号を加えられた。514年（延昌3年）、宣武帝が明堂を立てる命令を出すと、百官たちが広く議論したが、ひとり延儁は一堂の論を唱えた。清河王元懌が議論の取りまとめにあたったが、延儁の書いたものを読んで「子は遠符僕射たらんと欲するなり」と言って笑った。延儁は太子中庶子を兼ねた。まもなく司州別駕のまま正式に太子中庶子となり、冠軍将軍の号を加えられた。
孝明帝の初年、散騎常侍の位を受け、監起居注をつとめ、前将軍の号を加えられた。さらに平西将軍の号を加えられ、廷尉卿に任じられた。平北将軍・幽州刺史に転じた。壊れた水利灌漑施設を修復し、農産の利益を増やした。また主簿の酈惲に命じて学校を建てさせ、儒教を広め、民歌にうたわれた。幽州にあること5年、延儁の治績は天下最上とされた。
延儁の継母は延儁に従って薊にいたが、重い病にかかったため、延儁は母のために洛陽にもどって治療させたいと願い出た。洛陽に入って、太常卿に任じられた。このころ汾州の山胡が反乱を起こして、とくに正平郡と平陽郡の被害が大きかった。延儁は尚書を兼ね、西北道行台となり、諸軍を統率して山胡を討った。まもなく病のため、帰還を命じられた。三鵶の少数民族たちが反抗を続けていたため、孝明帝は親征しようとしたが、延儁が病身を押して上疏し帝を諫めた。まもなく七兵尚書・安南将軍に任じられ、殿中尚書に転じた。中軍将軍の号を加えられ、散騎常侍・中書令・御史中尉となった。さらに本官のまま侍中・吏部尚書を兼ねた。このころの延儁は形式的に職位にあるだけで、実務を裁断することはできなかった。528年（武泰元年）4月、河陰の変が起こると、延儁は殺害された。都督雍岐豳三州諸軍事・儀同三司・中軍将軍・雍州刺史の位を追贈された。

## 子女
ふたりの男子は父の延儁とともに殺害された。
- 裴元直（尚書郎中）
- 裴敬猷（員外常侍、その妻は高陽王元雍の外孫であった）

## 伝記資料
- 『魏書』巻69 列伝第57
- 『北史』巻38 列伝第26